# Dicranota
Dicranota is een geslacht van  tweevleugelige insecten uit de familie Pediciidae. De wetenschappelijke naam van het geslacht werd voor het eerst geldig gepubliceerd door Johan Wilhelm Zetterstedt in 1838. De typesoort D. guerini die hij beschreef noemde hij naar de Franse entomoloog Félix Édouard Guérin-Méneville.

## Ondergeslachten
Dicranota is een omvangrijk geslacht met honderden soorten, waarin een aantal ondergeslachten wordt onderscheiden:
- ondergeslacht Rhaphidolabis
- ondergeslacht Rhaphidolabina
- ondergeslacht Eudicranota
- ondergeslacht Paradicranota
- ondergeslacht Dicranota sensu stricto
- ondergeslacht Plectromyia
- ondergeslacht Amalopina
- ondergeslacht Amalopinodes
- ondergeslacht Euamalopina
- ondergeslacht Ludicia
- ondergeslacht Polyangaeus

## Larve
Dicranota-larven worden ongeveer 20 mm lang. Ze hebben meestal vijf paar intrekbare schijnpoten, vergelijkbaar met die van rupsen, en twee lange staafvormige aanhangsels aan het laatste segment. Ze leven aan de oevers van stromend of stilstaand water, waar ze zich ingraven in modder of zand. Ze kunnen ook zwemmen. Ze zijn carnivoor en leven van andere kleine organismen zoals borstelwormen.